# Tony Fields
Tony Fields (28 de diciembre de 1958 – 27 de febrero de 1995) fue un actor y bailarín estadounidense, reconocido por su asociación con el programa de televisión Solid Gold, por aparecer en algunos vídeos musicales de Michael Jackson y en las películas A Chorus Line y Trick or Treat.

## Carrera
Fields se trasladó a Hollywood para iniciar su carrera. Inicialmente se desempeñó como bailarín para la cantante Debbie Reynolds. En 1979 se unió al elenco del programa de televisión Solid Gold también como bailarín, donde permaneció hasta 1985. Durante este periodo apareció en el vídeoclip oficial de Queen "Body Language", a petición de Freddie Mercury.
En 1983 Fields apareció en los vídeos de Michael Jackson "Beat It" y "Thriller". En 1984 Fields obtuvo el papel de Al DeLuca en la película A Chorus Line. Otras de sus apariciones en cine incluyen producciones como Trick or Treat (1986), Body Beat (1987), The Doctor (1991) y Across the Moon (1995), y en programas de televisión como Murder She Wrote (1992) y L.A. Law (1991).
Fields falleció a causa de complicaciones del VIH en 1995.